# Holte-Spangen
Holte-Spangen (niederdeutsch Holt-Spangen) ist ein Stadtteil der niedersächsischen Stadt Cuxhaven.

## Geografie

### Lage
Holte-Spangen liegt am Ostrand des Geestrückens Hohe Lieth. Bauern- und Reiterhöfe prägen den Ort sowie die Cuxhavener Küstenheiden.

### Gliederung des Stadtteils (Ortsteile)
- Holte
- Spangen

### Nachbarorte
| Sahlenburg       | Stickenbüttel                               | Süderwisch-Westerwisch |
|                  | Kompassrose, die auf Nachbargemeinden zeigt |                        |
| Berensch-Arensch | Altenwalde                                  |                        |

(Quelle:)

## Geschichte

### Eingemeindungen
Im Jahre 1926 gingen die Gemeinden Arensch, Berensch, Duhnen, Groden, Gudendorf, Holte, Insel Neuwerk, Oxstedt, Sahlenburg, Spangen, Stickenbüttel, Süder- und Westerwisch in der Landherrenschaft Hamburg auf. Mit dem Groß-Hamburg-Gesetz vom 1. April 1937 gingen die Gemeinden Arensch, Berensch, Gudendorf, Oxstedt, Sahlenburg, Holte und Spangen an den Kreis Hadeln, Regierungsbezirk Stade der preußischen Provinz Hannover.
Am 1. Juli 1963 hat sich Holte-Spangen und Sahlenburg zu einer Samtgemeinde zusammengeschlossen. Sieben Jahre später wurde am 1. Juni 1970 diese Samtgemeinde wieder aufgelöst und die beiden Orte Holte-Spangen und Sahlenburg wurden Stadtteile der Stadt Cuxhaven.

### Einwohnerentwicklung
| Jahr      | 1866  | 1867  | 1871  | 1910  | 1933  | 1939  | 1950  | 1956  | 2006  | 2018  |
| --------- | ----- | ----- | ----- | ----- | ----- | ----- | ----- | ----- | ----- | ----- |
| Einwohner | 152   | 160   | 135   | 117   | 130   | 169   | 289   | 238   | 292   | 321   |
| Quelle    | [ 6 ] | [ 6 ] | [ 6 ] | [ 7 ] | [ 8 ] | [ 8 ] | [ 1 ] | [ 1 ] | [ 9 ] | [ 2 ] |

## Politik

### Stadtrat und Bürgermeister
Auf kommunaler Ebene wird Holte-Spangen vom Cuxhavener Stadtrat vertreten.

### Ortsvorsteher
Der Ortsvorsteher von Holte-Spangen ist Ernst-Ferdinand Heidtmann (fraktionslos). Die Amtszeit läuft von 2016 bis 2021.

### Wappen
Der Entwurf des Kommunalwappens von Holte-Spangen stammt von dem Heraldiker und Wappenmaler Albert de Badrihaye, der zahlreiche Wappen im Landkreis Cuxhaven erschaffen hat. Das Wappen wurde im Juni 1966 vom Regierungspräsidenten in Stade genehmigt.
| Wappen von Holte-Spangen | Blasonierung: „In Rot über grünem Schildfuß und silbernem Wellenbalken ein aufgerichteter goldener Eichenstumpf mit zwei goldenen Blättern und links einer goldenen Eichel.“                                 |
| Wappen von Holte-Spangen | Wappenbegründung: Rotes Feld und Eichenstumpf weisen auf Heide und Eichen hin, die den Ort Holte-Spangen umgeben. Der Wellenbalken erinnert an den Spanger Bach, der grüne Schildfuß an die Wiesen beim Ort. |

## Persönlichkeiten
Personen, die mit dem Ort in Verbindung stehen
- Karl Waller (1892–1963), Lehrer und Heimat- und Vorgeschichtsforscher des Elbe-Weser-Raumes, unter seiner Leitung fanden zahlreiche Ausgrabungen und Notbergungen u. a. in Holte-Spangen statt